# Miconia difficilis
Miconia difficilis är en tvåhjärtbladig växtart som beskrevs av José Jéronimo Triana. Miconia difficilis ingår i släktet Miconia och familjen Melastomataceae. Inga underarter finns listade i Catalogue of Life.